# Салинас (Сан-Луис-Потоси)
Салинас (исп. Salinas) — город и муниципалитет в Мексике, входит в штат Сан-Луис-Потоси. Население — 14 866 человек.